# Глеб (Смирнов)
Архиепископ Глеб (в миру Иван Иванович Смирнов; 23 августа 1913, Орехово-Зуево, Московская губерния — 25 июля 1987, Орёл) — архиерей Русской православной церкви, архиепископ Орловский и Брянский.

## Биография
Родился 23 августа 1913 года в Орехово-Зуеве Московской губернии в семье протоиерея, деды и прадеды которого были из духовного звания. Как говорил святитель в своей речи при наречении во епископа, «благочестивые родители наши высказывали свое желание детям: мы были бы очень счастливы, если бы наши дети приняли священный сан, хотя бы диаконский». Четверо братьев будущего епископа также приняли священный сан.
В 1917 году семья Смирновых переехала в село Захарово Рязанской губернии.
В 1933 году Рязани окончил среднюю школу, и поступил в профессионально-техническую школу в Москве.
В 1935 окончил Московские курсы технических руководителей и до 1953 года занимал административно-технические должности на предприятиях Рязани и Рязанской области.
22 сентября 1953 года епископом Рязанским и Касимовским Николаем (Чуфаровским) рукоположен во диакона с назначением в клир церкви Рождества Христова города Михайлова Рязанской области.
С июля 1956 года служил в храме в честь иконы Божией Матери «Всех скорбящих Радость» в Рязани.
С марта 1957 года штатный диакон при Борисоглебском кафедральном соборе Рязани.
11 ноября 1957 года епископом Николаем рукоположен во иерея и назначен настоятелем церкви святых Космы и Дамиана в селе Летове Рязанской области.
23 апреля 1958 года переведён в клир рязанского храма в честь иконы Божией Матери «Всех скорбящих Радость».
С 24 декабря 1959 года служил в церкви Рождества Христова города Михайлова.
30 мая 1960 года назначен настоятелем храма в селе Летове. В том же году овдовел.
С 3 октября 1963 года настоятель церкви города Михайлова.
В 1965 году возведён в сан протоиерея.
С 12 сентября 1973 года был настоятелем Борисоглебского кафедрального собора города Рязани и секретарём Рязанского епархиального управления.
К Пасхе 1974 года удостоен права ношения митры.
4 мая 1976 года епископом Рязанским и Касимовским Симоном (Новиковым) пострижен в монашество с именем Глеб в честь святого благоверного князя Глеба и 5 мая возведён в сан архимандрита.
7 мая 1976 года решением Священного Синода определён быть епископом Орловским и Брянским.
9 мая 1976 года в Богоявленском патриаршем соборе хиротонисан во епископа Орловского и Брянского. Хиротонию совершали: Патриарх Московский и всея Руси Пимен, митрополит Халкидонский Мелитон (Хадзис) (Константинопольская Церковь), митрополит Ленинградский и Новгородский Никодим (Ротов), митрополит Киевский и Галицкий Филарет (Денисенко), митрополит Транопольский Дамаскин (Папандреу) (Константинопольская Церковь), митрополит Крутицкий и Коломенский Серафим (Никитин), митрополит Ярославский и Ростовский Иоанн (Вендланд), митрополит Херсонский и Одесский Сергий (Петров), архиепископ Волоколамский Питирим (Нечаев), епископ Рязанский и Касимовский Симон (Новиков).
9 сентября 1978 года возведён в сан архиепископа.
23 августа 1983 года награждён орденом св. равноапостольного князя Владимира 2-й степени в связи с 70-летием со дня рождения.
По благословению и под непосредственным контролем архиепископа Глеба были проведены ремонтные работы в большинстве действовавших храмов епархии, в 1986 году осуществлена полная реставрация кафедрального собора в честь Ахтырской иконы Божией Матери в Орле, приуроченная к 200-летию собора.
Скончался 25 июля 1987 года. Отпевание архиепископа Глеба совершили архиепископ Симон (Новиков) и архиепископ Курский и Белгородский Иувеналий (Тарасов) в сослужении многочисленного духовенства епархии.
Согласно завещанию, погребён близ алтаря Космодамиановского храма села Летово Рязанской области.